# Піраміда (острів)
Острів Піраміда — кенійський острів, крайня західна точка якого використовується для демаркації кордону між Кенією та Угандою на північ від південної паралелі 1 градуса в озері Вікторія. Він розташований поруч з двома сусідніми островами, Мігінго та Усінго. Острови Піраміда і Усесінго є крутими і мають або незначну кількість людського населення, або взагалі не заселені. Кенійсько-угандійський кордон був визначений наказом Кенійської колонії та протекторату (Наказ про кордони в Раді 1926 р.).
Інші острови, пов'язані з кордоном Уганди та Кенії в озері Вікторія, включають острови Сумба, Магета, Кірінгіті та Ілемба, як показано в дослідженнях, проведених Управлінням колоній, що зберігаються в Національному архіві Сполученого Королівства. У вищезгаданих документах зазначено, що кордон Уганди проходить від гирла річки Сіо по прямій лінії на південний захід до найпівнічнішої точки Сумби. Він продовжується західним і південно-західним узбережжям острова до його найпівденнішої точки, а потім прямує по прямій лінії на південний схід до найзахіднішої точки острова Магета. Звідти прямує прямою лінією на південь до найзахіднішої точки острова Кірінгіті, звідти прямує прямою лінією на південь до найзахіднішої точки острова Ілемба, потім знову прямує прямою лінією на південь до найзахіднішої точки острова Піраміда і продовжує прямувати прямою лінією на південь до точки на 1 градусі південної широти.